# Airbus A321
El Airbus A321 es un avión civil de pasajeros de fuselaje estrecho fabricado por Airbus desde 1993. Es una versión alargada del A320, con cambios mínimos. La superficie alar se ha aumentado ligeramente y el tren de aterrizaje se ha reforzado. Utiliza para su propulsión dos motores CFM56 o V2500.
Algunas compañías han elegido este avión en vez del Boeing 757, ya que tiene la misma capacidad y comparte «comunalidad» con los otros aviones de la familia: el A318, el A319 y el A320. Esto incluye los mandos fly-by-wire, lo que permite que los pilotos de un tipo de avión puedan pilotar los otros con solo un par de horas de entrenamiento.
El alcance con 186 pasajeros en la configuración típica de 2 clases es de 4300 km para la versión -100, mientras que en la versión -200, debido a su mayor capacidad de combustible, esta cifra aumenta hasta los 5500 km.

## Especificaciones

### Especificaciones (A321-200)
Referencia datos: Airbus A320 family technical appendices.

### Características generales
- Tripulación: 2 pilotos y 4-6 Auxiliares de vuelo
- Capacidad: 

  - 1 clase: 199 (configuración típica), 230 (máximo)
  - 2 clases: 185 (configuración típica)
- Carga: 51,73 m³, 10 contenedores LD3-46
- Longitud: 44,5 m (146 ft)
- Envergadura: 34,1 m (111,9 ft)
- Altura: 11,8 m (38,6 ft)
- Superficie alar: 122,6 m² (1319,7 ft²)
- Peso vacío: 48 500 kg (106 894 lb)
- Peso máximo al despegue: 93 500 kg
- Peso máximo sin combustible: 73 800 kg
- Planta motriz: 2× Turbofan Serie IAE V2500 o Serie CFM International CFM56-5.
  - Empuje normal: 133-147 kN (30 000-33 000 lbf) de empuje cada uno.
- Anchura de cabina: 3,7 m
- Anchura de fuselaje: 3,95 m
- Ángulo de las alas: 25 grados
- Capacidad de combustible: 24 050 litros (estándar), 30 030 litros (máxima)

### Rendimiento
- Velocidad máxima operativa (Vno): 820 km/h (Mach 0,82) a 11 000 m
- Velocidad crucero (Vc): 800 km/h (Mach 0,78) (432knots) a 11 000 m
- Alcance: 5600 km (3024 nmi; 3480 mi)
- Radio de acción: km
- Alcance en combate: km
- Techo de vuelo: 12 000 m (39 370 ft)
- Carrera de despegue: 2180 m (a nivel del mar)

### Motores

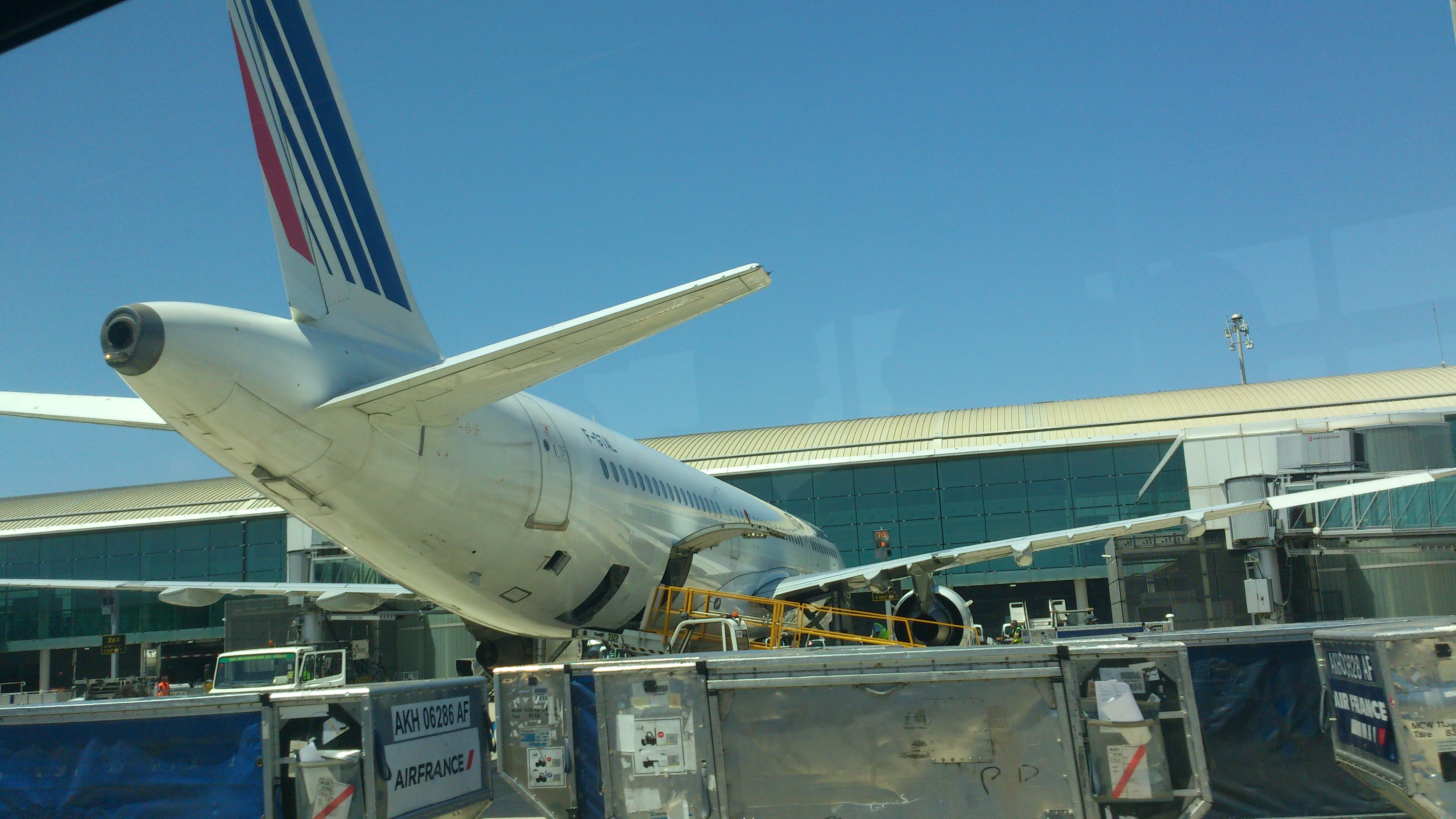
Vista trasera de un A321-211 de Air France en el Aeropuerto de Barcelona-El Prat, con la salida de gases de la APU en la cola bien visible

| Modelo de avión | Año  | Motores                    |
| --------------- | ---- | -------------------------- |
| A321-111        | 1995 | CFM56-5B1 o 5B1/P o 5B1/2P |
| A321-112        | 1995 | CFM56-5B2 o 5B2/P          |
| A321-131        | 1995 | IAE Modelo V2530-A5        |
| A321-211        | 1997 | CFM56-5B3 o 5B3/P o 5B3/2P |
| A321-212        | 2005 | CFM56-5B1 o 5B1/P o 5B1/2P |
| A321-213        | 2005 | CFM56-5B2 o 5B2/P          |
| A321-231        | 1997 | IAE Modelo V2533-A5        |
| A321-232        | 2005 | IAE Modelo V2530-A5        |

## Componentes

#### Electrónica

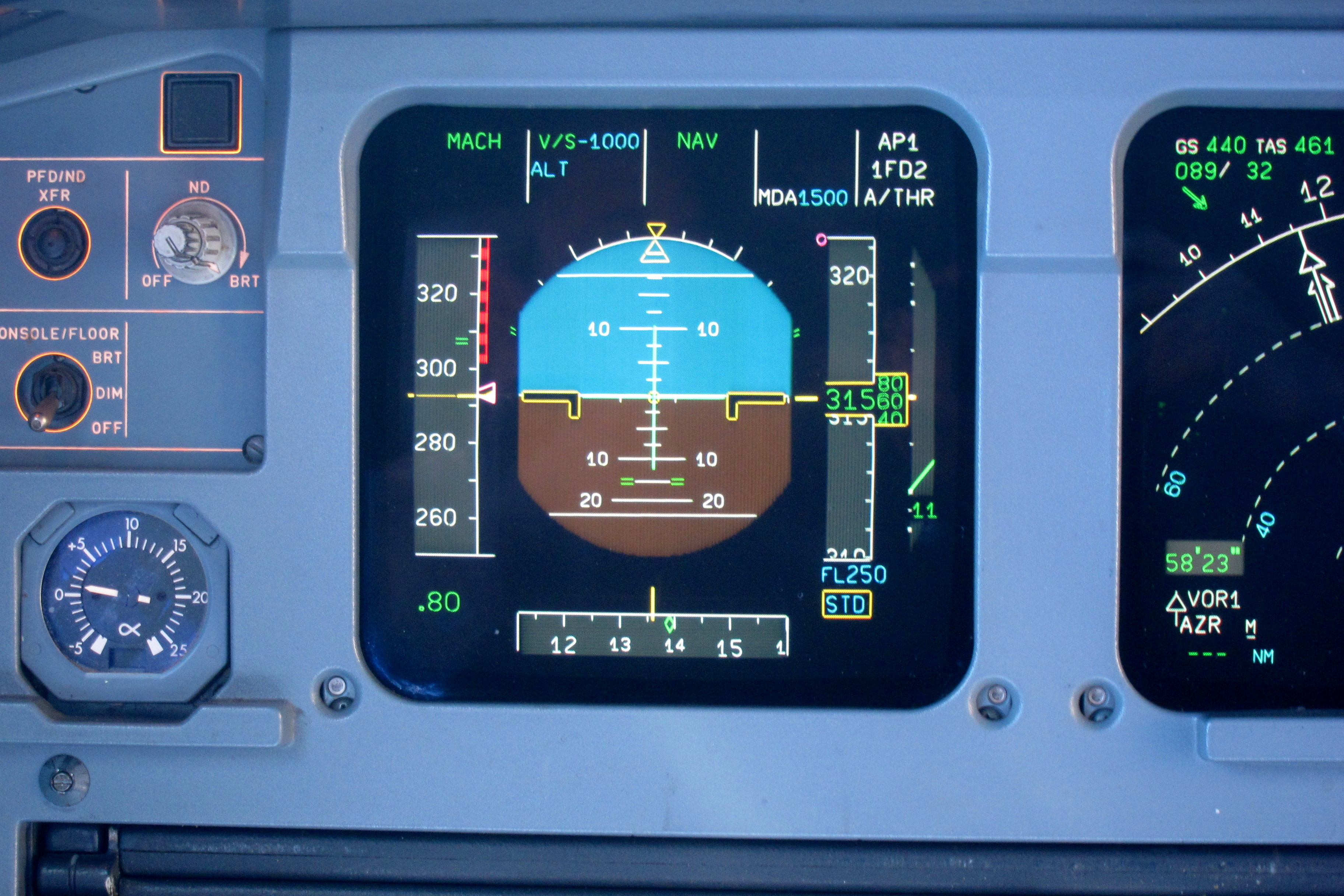
PFD de un A320 durante el crucero

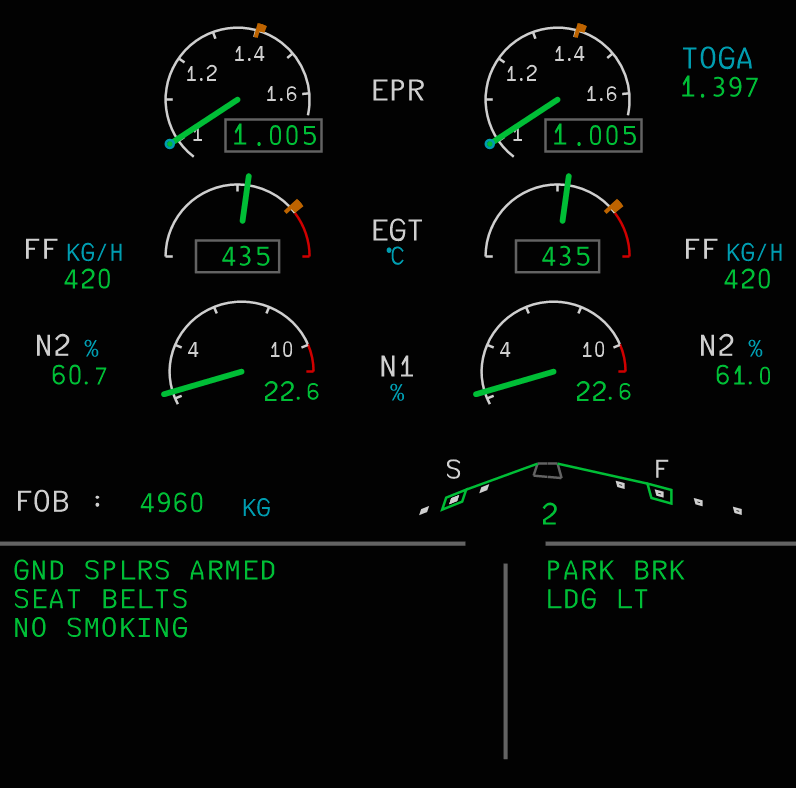
ECAM superior de un A320

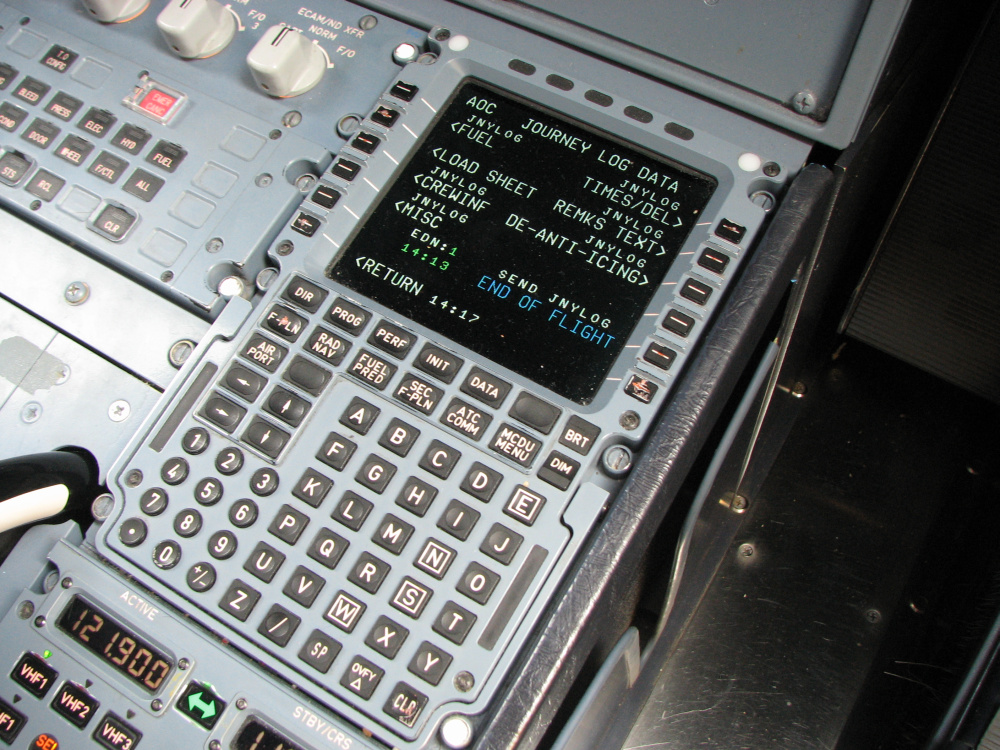
MCDU en un A320-200

| Sistema                                                  | País                                                                                     | Fabricante              | Notas                         |
| -------------------------------------------------------- | ---------------------------------------------------------------------------------------- | ----------------------- | ----------------------------- |
| Lenguaje de programación                                 | Bandera de Francia                                                                       | Airbus Francia          | SAO                           |
| Computadoras de elevador y alerón (ELAC)                 | Bandera de Francia                                                                       | Thomson-CSF             | 2                             |
| Lenguaje de programación del módulo ELAC de control      |                                                                                          |                         | Pascal                        |
| Lenguaje de programación del módulo ELAC de supervisión  |                                                                                          |                         | C                             |
| CPUs de las ELAC                                         | Bandera de Estados Unidos                                                                | Motorola                | 68010                         |
| Computadoras de disruptor y elevador (SEC)               | Bandera de Francia                                                                       | SFENA                   | 3                             |
| Lenguaje de programación del módulo SEC de control       |                                                                                          |                         | Ensamblador                   |
| Lenguaje de programación del módulo SEC de supervisión   |                                                                                          |                         | Pascal                        |
| CPUs de las SEC                                          | Bandera de Estados Unidos                                                                | Intel                   | 80186                         |
| Radar meteorológico (opción 2002)                        | Bandera de Estados Unidos                                                                | Honeywell               | RDR-4B                        |
| Radar meteorológico (opción 2005)                        | Bandera de Estados Unidos                                                                | Collins Aerospace       | Multiscan WXR-2100            |
| Radar meteorológico (opción 2010)                        | Bandera de Estados Unidos                                                                | Honeywell               | RDR-4000                      |
| Radar meteorológico (opción 2015)                        | Bandera de Estados Unidos                                                                | Collins Aerospace       | Multiscan WXR-2100 V2         |
| Radar meteorológico (opción 2015)                        | Bandera de Estados Unidos                                                                | Honeywell               | RDR-4000 V2                   |
| TAWS (opción)                                            | Bandera de Estados Unidos                                                                | Honeywell               | EGPWS                         |
| TAWS (opción 2004)                                       | Bandera de Estados Unidos                                                                | ACSS                    | T2CAS                         |
| TAWS (opción 2010)                                       | Bandera de Estados Unidos                                                                | ACSS                    | T3CAS                         |
| RAAS (opción 2004)                                       | Bandera de Estados Unidos                                                                | Honeywell               | EGPWS                         |
| SmartLanding (opción)                                    | Bandera de Estados Unidos                                                                | Honeywell               | EGPWS MK V                    |
| SmartRunway (opción)                                     | Bandera de Estados Unidos                                                                | Honeywell               | EGPWS MK V                    |
| ROPS+ (opción 2013)                                      | Bandera de Francia                                                                       | Airbus                  | T3CAS                         |
| Landing Surveillance+ (opción 2019)                      | Bandera de Francia                                                                       | Airbus                  |                               |
| ATSAW (opción)                                           | Bandera de Estados Unidos                                                                | ACSS                    | T3CAS                         |
| ATSAW (opción)                                           | Bandera de Estados Unidos                                                                | Honeywell               | CAS-100                       |
| ACAS II (opción 1997)                                    | Bandera de Estados Unidos                                                                | ACSS                    | TCAS 2000                     |
| ACAS II (opción 2004)                                    | Bandera de Estados Unidos                                                                | ACSS                    | T2CAS                         |
| ACAS II (opción 2007)                                    | Bandera de Estados Unidos                                                                | ACSS                    | TCAS 3000                     |
| ACAS II (opción 2010)                                    | Bandera de Estados Unidos                                                                | ACSS                    | T3CAS                         |
| ACAS II (opción)                                         | Bandera de Estados Unidos                                                                | Honeywell               | CAS-81 (obsoleto en 2017)     |
| ACAS II (opción)                                         | Bandera de Estados Unidos                                                                | Honeywell               | CAS-100                       |
| ACAS II (opción)                                         | Bandera de Estados Unidos                                                                | Rockwell Collins        | TCAS-94                       |
| ACAS II (opción)                                         | Bandera de Estados Unidos                                                                | Rockwell Collins        | TTR-2100                      |
| Transpondedor (opción 1996)                              | Bandera de Estados Unidos                                                                | ACSS                    | XS-950 (obsoleto en 2017)     |
| Transpondedor (opción 2010)                              | Bandera de Estados Unidos                                                                | ACSS                    | T3CAS                         |
| Transpondedor (opción 2016)                              | Bandera de Estados Unidos                                                                | ACSS                    | NXT-800                       |
| Transpondedor (opción 2007)                              | Bandera de Estados Unidos                                                                | Rockwell Collins        | TPR-901                       |
| Transpondedor (opción 2017)                              | Bandera de Estados Unidos                                                                | Honeywell               | TRA-100B                      |
| Computadoras de gestión del vuelo (FMC, opción original) | Bandera de Alemania · Bandera de España · Bandera de Estados Unidos · Bandera de Francia | BGT Inisel Sperry SFENA | Thales FMS1                   |
| CPUs de las Thales FMS1                                  | Bandera de Estados Unidos                                                                | Intel                   | 80286                         |
| Computadoras de gestión del vuelo (FMC, opción original) | Bandera de Estados Unidos                                                                | Honeywell               | Honeywell FMS1                |
| Lenguajes de programación de las Honeywell FMS1          |                                                                                          |                         | Pascal, Ada, C++, Ensamblador |
| Computadoras de gestión del vuelo (FMC, opción 2001)     | Bandera de Estados Unidos                                                                | Honeywell               | Pegasus                       |
| Lenguajes de programación de las Pegasus                 |                                                                                          |                         | Ada                           |
| CPUs de las Pegasus                                      | Bandera de Estados Unidos                                                                | AMD                     | 29050                         |
| Computadoras de gestión del vuelo (FMC, opción 2002)     | Bandera de Estados Unidos · Bandera de Francia                                           | Smiths Aerospace Thales | Thales FMS2                   |
| Lenguaje de programación de las Thales FMS2              |                                                                                          |                         | Ada                           |
| CPUs de las Thales FMS2                                  | Bandera de Estados Unidos                                                                | Motorola                | 68040                         |
| Computadoras de gestión del vuelo (FMC, opción 2013)     | Bandera de Estados Unidos                                                                | Honeywell               | Pegasus II                    |
| CPUs de las Pegasus II                                   | Bandera de Estados Unidos                                                                | Honeywell               | 29KII                         |

#### Propulsión
| Sistema                              | País | Fabricante | Notas             |
| ------------------------------------ | ---- | ---------- | ----------------- |
| Lenguajes de programación (cálculos) |      |            | Fortran, HP Basic |

## Operadores
Operadores del A321 por número de aeronaves operativas (a septiembre de 2019):

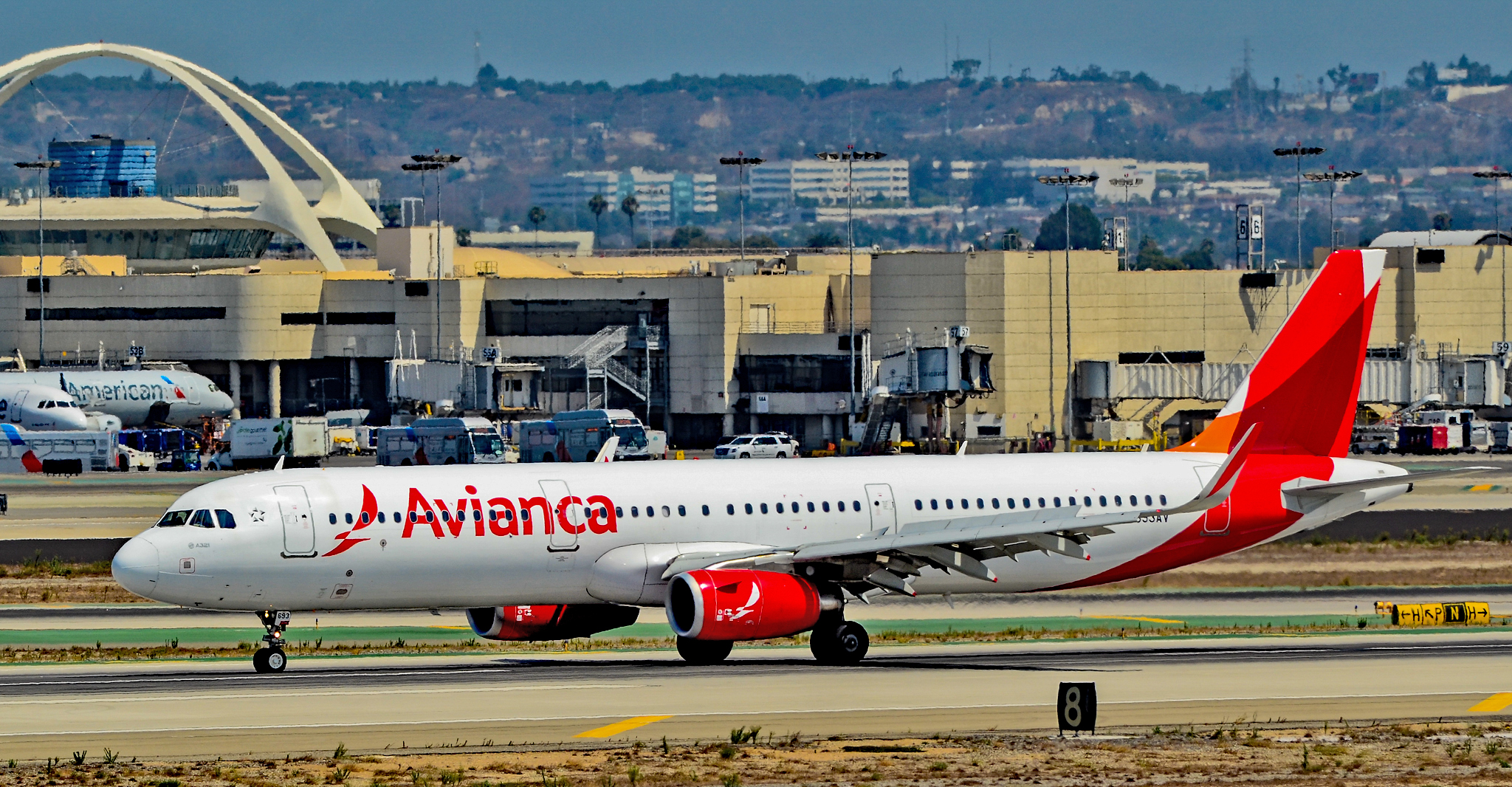
El A321 de Avianca El Salvador en el Aeropuerto Internacional de Los Ángeles

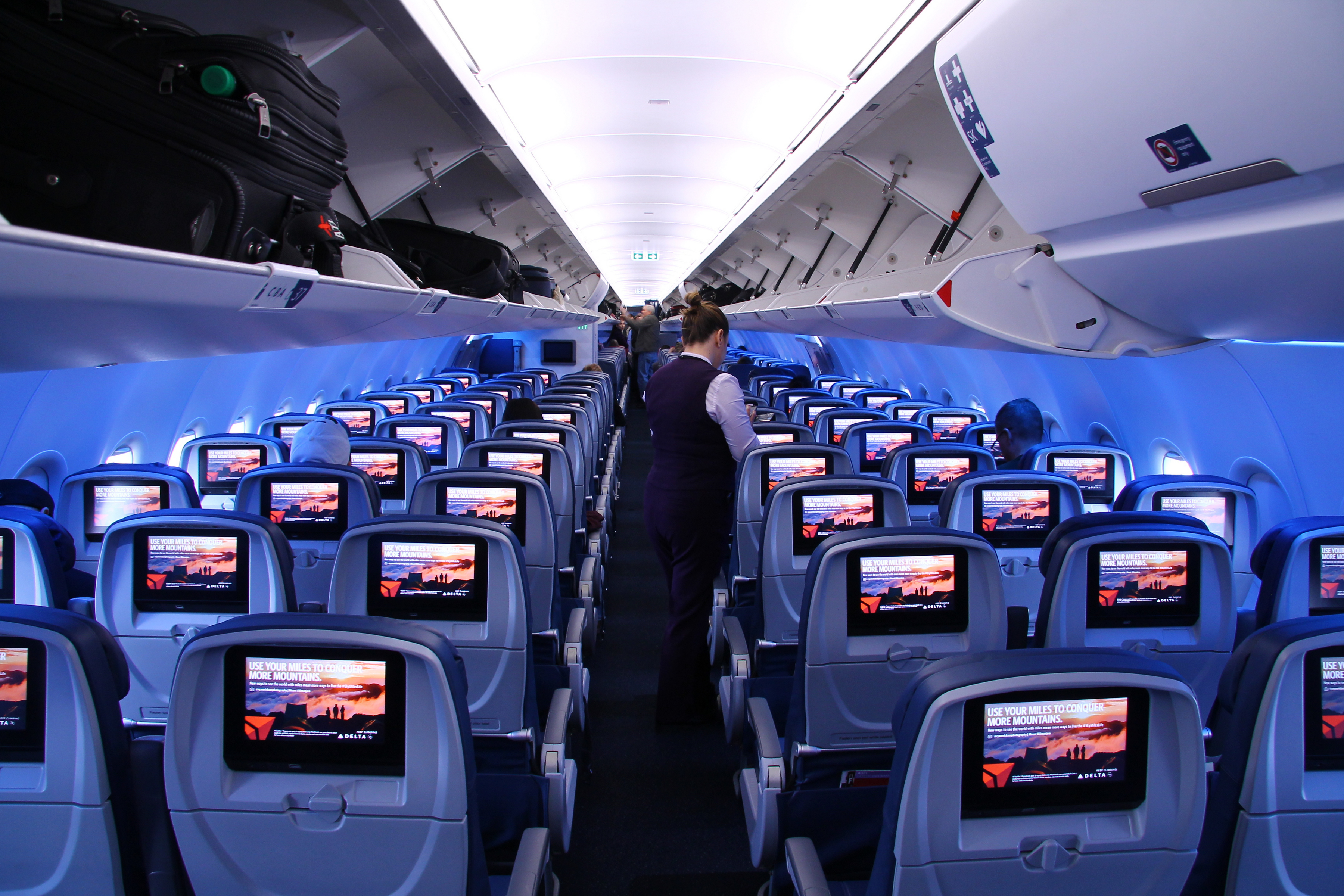
Amplia clase económica de un A321 de Delta Air Lines. El fuselaje es más ancho que el de un 737 pero más angosto que el de un Irkut MC-21.

### Operadores Civiles
- American Airlines 218[5]
- Delta Air Lines 127[6]
- China Southern Airlines 93[7]
- China Eastern Airlines 77[8]
- Turkish Airlines 65[9]
- JetBlue Airways 63[10]
- Air China  61[11]
- Lufthansa  57[12]
- Sichuan Airlines  48[13]
- Vietnam Airlines 42[14]
- VietJet Air 36[15]
- Aeroflot 32[16]
- Wizz Air 31[17]
- LATAM Brasil 31[18]
- Spirit Airlines 30[19]
- Juneyao Airlines 27[20]
- Vueling Airlines 22[21]
- Frontier Airlines 21[22]
- EVA Air 20[23]
- LATAM Chile 18[24]
- Philippine Airlines 18[25]
- Beijing Capital Airlines 17[26]
- SmartLynx Airlines 17[27]
- Air Canada Rouge 17[28]
- Air  France 15[29]
- Air Canada 15[30]
- Finnair 15[31]
- Saudia 15[32]
- Asiana Airlines 14[33]
- Iberia Express 14[34]
- Ural Airlines 14[35]
- HK Express 13[36]
- Air India  13[37]
- British Airways 11[38]
- Condor Flugdienst 11[39]
- Iberia 11[40]
- Volaris  10[41]
- SmartLynx Malta 9[42]
- Air Busan 9[43]
- Etihad Airways 9[44]
- Viva 9[45]
- Sunclass Airlines 8[46]
- Air Transat 8[47]
- Air Macau  8[48]
- S7 Airlines 8[49]
- AnadoluJet 7[50]
- Cebu Pacific Air 7[51]
- Jet2.com 6[52]
- Swiss International Air Lines 6[53]
- Eurowings 6[54]
- Air Seoul 6[55]
- Red Wings Airlines 6[56]
- Titan Airways 6[57]
- Jetstar Airways 6[58]
- Austrian Airlines 6[59]
- BNN Airlines 5[60]
- Aegean Airlines 5[61]
- Nordwind Airlines 5[62]
- ThaiVietjetAir 5[63]
- Onur Air 5[64]
- Alitalia  5[65]
- Airblue 5[66]
- Wizz Air UK 4[67]
- Bamboo Airways 4[68]
- GlobalX Airlines 4[69]
- Gulf Air 4[70]
- PAL Express 4[71]
- All Nippon Airways 4[72]
- Windrose Airlines 4[73]
- IndiGo Airlines 3[74]
- Lufthansa CityLine 3[75]
- Wizz Air Abu Dhabi 3[76]
- Titan Airways Malta 3[77]
- Sky Cana 3[78]
- Air Arabia 3[79]
- Avion Express Malta 3[80]
- Express Freighters Australia 3[81]
- Vietravel Airlines 3[82]
- West Air China 3[83]
- TAP Air Portugal 3[84]
- Yamal Airlines 3[85]
- MNG Airlines 2[86]
- AirAsia: 2[87]
- Heston Airlines 2[88]
- Marabu Airlines 2[89]
- AlMasria Universal Airlines 2[90]
- Cathay Pacific 2[91]
- Lufthansa Cargo 2[92]
- Aruba Airlines 2[93]
- Air Senegal 2[94]
- Uni Air 2[95]
- Air Astana 2[96]
- Olympus Airways 2[97]
- Longjiang Airlines: 2[98]
- SriLankan Airlines: 2[99]
- Jetstar Pacific Airlines 2[100]
- Nile Air 2[101]
- Royal Jordanian 2[102]
- Iraqi Airways 2[103]
- Lanmei Airlines 2[104]
- Kish Air 2[105]
- Tianjin Airlines 2[106]
- Air Travel 2[107]
- Avianca Costa Rica: 2[108]
- Hong Kong Airlines: 1[109]
- Airwork 1[110]
- Avianca (El Salvador) 1[111]
- Meraj Airlines: 1[112]
- Electra Airways 1[113]
- Sky Angkor Airlines 1[114]
- Raya Airways: 1[115]
- Air Moldova 1[116]
- Fly2Sky 1[117]
- SalamAir 1[118]
- Southwind Airlines 1[119]
- Aerro Direkt 1[120]
- East-West Express 1[121]
- Privilege Style 1[122]
- Srilankan Airlines 1[123]
- Danish Air Transport 1[124]
- Cambodia Angkor Air 1[125]
- Zagros Airlines 1[126]
- Iran Air 1[127]

### Operadores Militares
- Luftwaffe: 1[128]

### Antiguos Operadores

#### América
Colombia
- Avianca (9)[129]

 Estados Unidos
- Ryan International Airlines (4)[130]

 Perú
- Avianca Perú (1)[131]

 México
- Interjet (6)[132]

#### Europa
Alemania
- TUIfly (1)[133]

 Austria
- Laudamotion (4)[134]

 Bélgica
- TUI fly Belgium (1)[135]

 Bulgaria
- Holiday Europe (2)[136]
- BH Air (1)[137]

 Francia
- Aigle Azur (5)[138]

 Irlanda
- Aer Lingus (6)[139]

 Italia
- Alitalia (23)[65]

 Lituania
- Avion Express (8)[140]

 Malta
- Galistair Malta (1)[141]
- Hi Fly Malta (1)[142]
- Comlux Malta (1)[143]

 Portugal
- White Airways (1)[144]

 Reino Unido
- Thomas Cook Airlines (36)[145]
- British Midland (9)[146]
- easyJet (9)[147]
- Virgin Atlantic Airways (1)[148]

 República Checa
- Czech Airlines (3)[149]

 Rumania
- Just Us Air (1)[150]

 Suecia
- Scandinavian Airlines System (8)[151]
- Novair (3)[152]

 Suiza
- Belair (4) [153]

 Turquía
- AtlasGlobal (16)[154]
- Freebird Airlines (2)[155]
- Corendon Airlines (1)[156]

 Ucrania
- Anda Air (1)[157]
- YanAir (1)[158]

#### Asia
Afganistán
- Ariana Afghan Airlines (1)[159]

 Birmania
- Myanmar Airways International (4)[160]

 Catar
- Qatar Airways (12)[161]

 China
- Shanghai Airlines (4)[162]

 Hong Kong
- Cathay Dragon (8)[163]

 India
- SpiceJet (1)[164]

 Irán
- Mahan Air (2)[165]
- Qeshm Air (2)[166]

 Líbano
- Middle East Airlines (8)[167]
- Wings Of Lebanon (1)[168]

 Maldivas
- Maldivian (1)[169]

 Pakistán
- Pakistan International Airlines (2)[170]

 Rusia
- Utair (12)[171]

 Siria
- Cham Wings Airlines (1)[172]

#### África
Egipto
- Egyptair (4)[173]
- Air Cairo (2)[174]

 Eritrea
- Eritrean Airlines (1)[175]

 Marruecos
- Royal Air Maroc (4)[176]

 República Democrática del Congo
- flyCAA (1)[177]

 Somalia
- Jubba Airways (2)[178]

 Túnez
- Nouvelair (2)[179]

## Accidentes
- Vuelo 202 de Airblue: el 28 de julio de 2010, un avión Airbus 321 de Airblue de Pakistán que cubría la ruta Karachi - Islamabad se estrelló en las montañas de Margalla, al norte de Islamabad, capital de Pakistán, con 152 personas a bordo, siendo 6 de ellas miembros de la tripulación, sin que hubiese supervivientes.[180][181]

- Vuelo 9268 de Metrojet: El 31 de octubre de 2015. Un vuelo proveniente de la localidad egipcia de Sharm el-Sheij y con destino a la ciudad rusa de San Petersburgo se estrelló en la península del Sinaí, muriendo todos sus 217 pasajeros y 7 miembros de la tripulación.[182] Todos, incluyendo la tripulación eran de nacionalidad rusa, salvo cuatro ucranianos y uno bielorruso. Contrario a lo que se dijo inicialmente, la tripulación no envió ninguna señal de emergencia a tierra. El Estado Islámico se auto atribuyó la catástrofe a través de un mensaje, como represalia al gobierno ruso, y aunque esta información en un principio no fue tomada como verdadera, las investigaciones, tanto de las cajas negras, como del análisis de restos apuntan a que un artefacto de aproximadamente 1 kg de explosivos colocado en la cabina, causó el derribo del avión. Así mismo, el Estado Islámico, a través de una publicación, publicó fotos del supuesto artefacto explosivo casero, así como de los restos de avión y pasaportes de algunos ocupantes del mismo.

### Desarrollos relacionados
- Airbus A318
- Airbus A319
- Airbus A320
- Airbus A321neo

### Aeronaves similares
- Boeing 737-900
- Boeing 757
- Irkut MC-21
- Tupolev Tu-204

### Secuencias de designación
- Aviones civiles de Airbus: A300 · A300-600ST Beluga · A310 · A318 · A319 · A320 · A321 · A330 · A330-700L · A340 · A350 · A380